# 秦安县
秦安县是中华人民共和国甘肃省天水市下辖的一个县，位于甘肃东南部。

## 历史沿革

### 历史
秦安县历史悠久，旅游资源丰富。秦安古称成纪，素有“羲里娲乡”之称。县内有大地湾、兴国寺、文庙大成殿等3处国家重点文物保护单位，已发现仰韶、马家窑、齐家文化等新石器时代文化遗址68处，省、市、县级文物保护单位53处。
秦安历史上就是古“丝绸之路”的要冲，而陇城乡是中国三国时代街亭之戰發生地。

### 区划沿革
宋时今县境内有秦寨、鸡川寨、陇城寨。金正隆二年（1157年）在今县境内设秦安、鸡川、陇城三县，在原寨名“秦”字上加一“安”字，是为秦安县名之始。元至元七年（1270年）鸡川、陇城二县并入秦安县，属秦州。明清沿之，属巩昌府秦州。

## 行政区划
秦安县下辖17个镇：
兴国镇、莲花镇、西川镇、陇城镇、郭嘉镇、五营镇、叶堡镇、魏店镇、安伏镇、千户镇、王尹镇、兴丰镇、中山镇、刘坪镇、王铺镇、王窑镇和云山镇。

## 特产
秦安是中国蜜桃之乡。由于秦安特殊的气候和土壤，秦安蜜桃色泽艳丽，甘甜可口。秦安蜜桃和秦安花椒都是中国地理标志产品。